# Abdullah ibn al-Mu'tazz
 (octobre 2015).
Si vous disposez d'ouvrages ou d'articles de référence ou si vous connaissez des sites web de qualité traitant du thème abordé ici, merci de compléter l'article en donnant les références utiles à sa vérifiabilité et en les liant à la section « Notes et références ».
Abdullah ibn al-Mu'tazz (1er novembre 861 à Samarra - 17 décembre 908 à Bagdad) (arabe: عبد الله بن المعتز), connu également sous le nom de Abu-l-Abbas Abd Allah ibn al Mútazz-lah, est un prince arabe mais est surtout connu comme un critique littéraire et poète arabe de premier plan, auteur du Kitab al-Badi, une des premières études des formes de la poésie arabe du point de vue de la théorie de la littérature et de la critique littéraire.

## Biographie
Né dans la famille califale (il est l'arrière-arrière-petit-fils d'Hâroun ar-Rachîd, fils d'al-Mutazz et d'une femme sans doute d'origine byzantine), ibn al-Mu'tazz connaît une enfance marquée par les conspirations byzantines du califat abbasside : son grand-père, le calife Jafar al-Mutawakkil, est assassiné quand il n'a que six semaines, et huit ans plus tard, son père est également assassiné. Le garçon échappe à cette purge en se réfugiant à La Mecque avec sa grand-mère.
À son retour à Bagdad, il s'éloigne de la politique et connaît la vie hédoniste d'un jeune prince. C'est durant cette époque qu'il écrit sa poésie consacrée aux plaisirs dont il est familier. Son Kitab al-Badi, qui est également composé à cette époque, jette les bases pour de futures études de la poésie par des universitaires arabes.
Bien que réticent, on le persuade d'endosser le rôle du calife de la dynastie abbasside après la mort prématurée de son cousin al-Muktafi en 908. On espère qu'il mette un terme aux intrigues qui avaient empoisonné la dynastie, en vain : il ne réussit à gouverner qu'une seule journée et une seule nuit (il est ainsi connu sous le nom de « calife d'un jour »), avant qu'il ne soit contraint de se cacher pour éviter une conspiration menée par le vizir Ibn al-Hasan al-Abbas. Il est néanmoins retrouvé et étranglé.